# Djamel Loucif
Pour les articles homonymes, voir Loucif.
Djamel Loucif (en arabe : جمال لوصيف), né en 1979 en France, est un trampoliniste algérien.

## Carrière
Aux Championnats d'Afrique 2004 à Thiès, Djamel Loucif remporte la médaille d'or en trampoline individuel ainsi qu'en trampoline par équipe.

## Palmarès
| Année | Compétition                                    | Lieu     | Résultat | Catégorie |
| ----- | ---------------------------------------------- | -------- | -------- | --------- |
| 1999  | Championnats du monde de trampoline            | Sun City | 54e      | 57.30     |
| 2001  | Championnats du monde de trampoline            | Odense   | 58e      | 58,30     |
| 2003  | Championnats du monde de trampoline            | Hanovre  | 63e      | 60,90     |
| 2007  | Championnats du monde de trampoline            | Québec   | 64e      | 58.00     |
| 2007  | Championnats du monde de trampoline par équipe | Québec   | 18e      | 175.20    |